# Ercta
Ercta is een geslacht van vlinders uit de familie van de grasmotten (Crambidae), uit de onderfamilie van de Spilomelinae. De wetenschappelijke naam van dit geslacht is voor het eerst voorgesteld door Francis Walker in een publicatie uit 1859.

## Soorten
- Ercta dixialis Snellen, 1895
- Ercta elutalis (Walker, 1859)
- Ercta gaudealis Rothschild, 1915
- Ercta pedicialis Snellen, 1895
- Ercta scotialis Hampson, 1912
- Ercta trichoneura Hampson, 1912
- Ercta vittata (Fabricius, 1794)